# Dinastia antigònida
La dinastia antigònida va ser una nissaga de reis macedonis descendents d'Antígon I el borni (Monophtalmus), general d'Alexandre el Gran. Antígon governava la majoria de l'Àsia Menor i el nord de Síria. Els seus intents de controlar la totalitat de l'imperi d'Alexandre van acabar amb la seva derrota i mort a la batalla d'Ipsos el 301 aC.
El fill d'Antígon i Estratonice, Demetri I Poliorcetes, va sobreviure a la batalla i va aconseguir d'obtenir el control de Macedònia uns anys després, però acabà perdent el tron i morint a la presó. Després d'un període de confusió, el fill de Demetri Antígon II Gònates va aconseguir restablir el control de la dinastia sobre l'antic regne de Macedònia, i sobre la majoria de les polis gregues, cap a l'any 276 aC.
L'imperi antigònida va ser un dels tres dominis fundats per generals d'Alexandre, juntament amb l'Imperi Selèucida i l'Imperi Ptolemaic. La dinastia antigònida va acabar per la conquesta romana de la regió després de la batalla de Pidna.
Els membres de la dinastia antigònida van ser:
- Antígon el borni
- Demetri I Poliorcetes (294 aC-287 aC)
- Antígon II Gònates (276 aC-239 aC)
- Demetri II (239 aC-229 aC)
- Antígon III Dosó (229 aC - 221 aC)
- Filip V (221 aC-179 aC)
- Perseu (179 aC-168 aC)

Andriscos pretenia ser el fill bastard de Perseu.
Les relacions de família amb altres dinasties són complexes. Demetri Poliorcetes es va casar dues vegades:
- La primera amb Fila, filla d'Antípater i va tenir una filla, Estratonice
- La segona amb Ptolemais, filla de Ptolemeu I Sòter, amb la que va tenir a Antígon II Gònates i a Demetri de Cirene (pare d'Antígon III Dosó)

Estratonice, filla de Poliorcetes, es va casar també dues vegades. La primera amb Seleuc I Nicàtor (casat anteriorment amb Apama) i la segona amb Antíoc I Sòter (fill de Seleuc i d'Apama). Del seu primer matrimoni amb Seleuc va tenir a File o Fila, que es va casar amb Antígon II Gònates i van ser els pares de Demetri II de Macedònia. Del segon matrimoni va continuar la dinastia selèucida.